# Pitomine
Pitomine (cyr. Питомине) – wieś w Czarnogórze, w gminie Žabljak. W 2011 roku liczyła 128 mieszkańców.